# Simona Gherman
Simona Gherman (nume de fată Simona Alexandru, n. 12 aprilie 1985, București) este o scrimeră română specializată pe spadă. A fost campioană olimpică pe echipe la Jocurile Olimpice de vară din 2016, de două ori campioană mondială pe echipe (2010 și 2011) și de șapte ori campioană europeană (2008, 2009, 2011, 2012, 2014, 2015 și 2016 individual și pe echipe).

## Carieră
Primul rezultat mare din carieră a fost o medalie de bronz pe echipe, câștigată cu Loredana Iordăchioiu și Ana Maria Brânză la Campionatul Mondial de juniori din 2004. În același an a obținut o medalie de aur la Cupa Mondială de juniori de la Palermo.

### 2008–2012
S-a alăturat lotului național de seniori la vârstă de 21 de ani, după ce Anca Măroiu și-a rupt mână: a fost selecționată ca rezervă de antrenorul Dan Podeanu pentru Campionatul European din 2008 de la Kiev. Împreuna cu Ana Brânză, Loredana Iordăchioiu și Iuliana Măceșeanu, a câștigat medalia de aur pe echipe. La Campionatul Mondial din 2010, autoporeclitele „fetele Power Praf” (după desenele animate Fetițele Powerpuff) și-au păstrat primul titlu mondial românesc la spadă pe echipe după ce au învins Germania în finală.
În sezonul 2010–2011, Gherman a câștigat medalia de aur pe echipe la Campionatul European de la Sheffield și la Campionatul Mondial Militar de la Rio de Janeiro. În august s-a căsătorit cu Dragoș Gherman, al cărui nume îl poartă în competiții. La Campionatul Mondial de la Catania, România a întâlnit China în finală. După ce Brânză s-a accidentat la mâna, Gherman a tras împotriva lui Li Na în ultimul releu și a reușit tușa decisivă, aducând României al doilea aur consecutiv.  Ea însăși a contribuit mai mult de jumătate din tușele României. Datorită rezultatelor de cupă mondială obținute la Budapesta, Havana și Rio de Janeiro, s-a urcat pe locul 6 clasamentului mondial.
În sezonul 2011–2012 Gherman a devenit campioană europeană la individual, după ce s-a impus în fața colegei de lot Anca Măroiu. Împreună cu un rezultat obținut în etapa de la Cupa Mondială de la Barcelona, performanța aceasta a împins-o pe locul 5 mondial, cel mai bun din carieră până în prezent. La Jocurile Olimpice de la Londra Gherman fost învinsă la o tușă în sferturile de finală de ucraineanca Iana Șemiakina, care a câștigat aurul în cele din urmă. În proba pe echipe, România, liderul clasamentului, nu-a reușit să-și adjudece nici o medalie, fiind învinsă în sferturile de finală de numărul 10, Coreea de Sud. Gherman a decis apoi să ia o pauză în carieră.

### După 2012

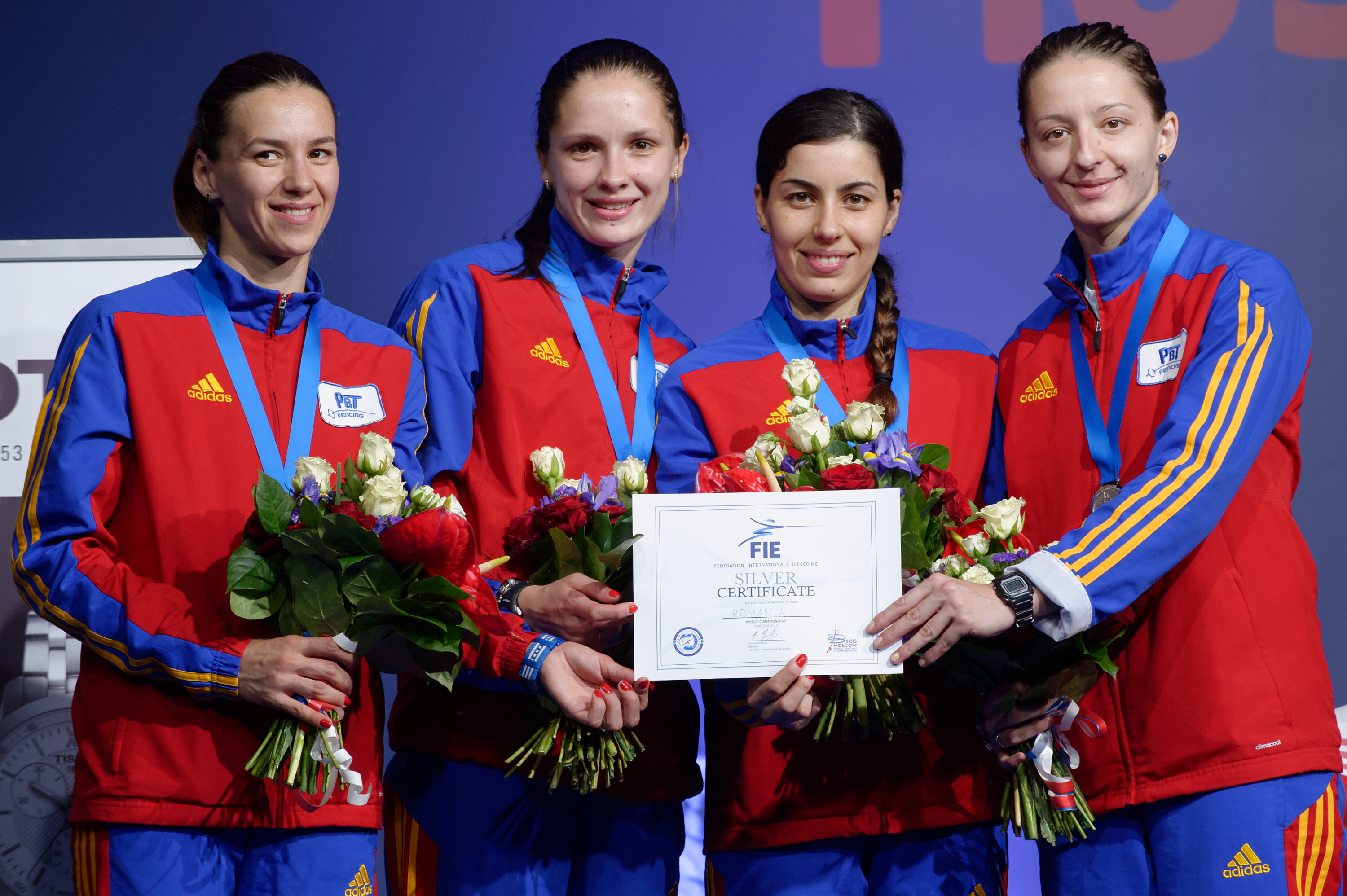
Gherman (stânga) cu echipa României la CM din 2015

În decembrie 2013 Gherman a dat naștere unei fetițe, Ioana Teodora. A anunțat în aprilie 2014 că se va întoarce în circuitul  competițional. A fost reintegrată imediat în lotul național. Câteva săptămâni mai târziu, a câștigat campionatul național după ce a trecut, scorul 15–12, de numărul 1 mondial Ana Brânză. Nu a reusit să se califice pe tabloul principal de 64 la Cupa Mondială de la Rio de Janeiro, prima ei competiție internațională după revenire, dar a luat o medalie de bronz câteva zile mai târziu la Grand-Prix-ul de la Havana.
La Campionatul European de la Strasbourg a ajuns în semifinală, trecând pe parcurs de Ana Brânză și de actuala campioană olimpică Iana Șemiakina. A cedat cu scorul 9–15 în fața franțuzoaicei Marie-Florence Candassamy și s-a mulțumit cu bronzul. În proba pe echipe, România, capul de serie cu numărul 2, a ajuns direct în sferturile de finală. Delegația României a câștigat apoi în fața Ucrainei cu scorul 45–31, iar ulterior a întâlnit Italia. Gherman a deschis și închis meciul, marcând patru tușe la rând în fața Rossellei Fiamingo pentru a câștiga, scorul fiind 29–24. În finala împotriva numărului 1, Rusia, Gherman a întrat în ultimul releu la egalitate și a învins-o pe Liubov Șutova cu scorul 12–8, câștigând a cincea medalie europeană pe echipe pentru România. La Campionul Mondial de la Kazan s-a oprit în al doilea tur în fața Brittei Heidemann, care în urmă a câștigat bronzul. În proba pe echipe, România a trecut de Germania, dar nu a putut să învingă Italia în sferturile de finală și a încheiat concursul pe locul 5. Gherman a terminat sezonul pe locul 26 în clasamentul Cupei Mondiale.
În sezonul 2014–2015 Gherman a câștigat Grand Prix-ul de la Doha, primul titlu său de Cupa Mondială, după ce a învins-o pe estonianca Erika Kirpu în finală. În urma acestul rezultat, a urcat pe locul 8 în clasamentul FIE. La Campionatul Mondial de la Moscova, a ajuns în sferturile de finală după ce a învins-o pe lidera mondială Emese Szász, dar a pierdut cu chineza Xu Anqi și s-a clasat pe locul 5. La proba pe echipe, România a trecut ușor de primele tururi, apoi a întâlnit Ucraina în semifinală. Aleasă pentru a închide meciul, Gherman a marcat tușele câștigătoare. Totuși, România a fost învinsă de China în finală și s-a mulțumit de argint. Gherman s-a clasat pe locul 8 în sfârșitul sezonului.
În sezonul 2015–2016 a cucerit o medalie de bronz la Cupa Mondială de la Buenos Aires.

## Palmares
Clasamentul la Cupa Mondială
| An  | 2004 | 2005 | 2006 | 2007 | 2008 | 2009 | 2010 | 2011 | 2012 | 2013 | 2014 | 2015 |
| --- | ---- | ---- | ---- | ---- | ---- | ---- | ---- | ---- | ---- | ---- | ---- | ---- |
| Loc | 235  | 227  | 107  | 121  | 59   | 43   | 48   | 6    | 5    | _    | 26   | 8    |